# Sola di Husen
Sola di Husen, o anche Sualo o Suolo (Inghilterra, ... – Solnhofen, 3 dicembre 794), è stato un monaco cristiano inglese, trasferitosi in Germania dove fondò un convento. È venerato come santo dalla chiesa cattolica.

## Biografia
Come san Villibaldo, primo vescovo di Eichstätt, anche Sola proveniva dal sud dell'Inghilterra, nella cosiddetta "terza ondata missionaria" in Germania.
Nel 744 giunse a Fulda, nella neo eretta Abbazia di Fulda, ove venne presto consacrato prete.
Tra il 745 ed il 750 lasciò l'Abbazia di Fulda con il compito di compiere un periodo di missioni nel Sualafeldgau (Baviera).
Sotto l'influenza di Winfried-Bonifacio, si recò a Husen (oggi Solnhofen). Qui eresse un Oratorium, una chiesetta in un luogo ove in precedenza ve n'erano già state due e che rimase utilizzata fin che egli morì.
Nel 793 Carlo Magno fece visita a Sola nel suo viaggio da Ratisbona alla sua corte in Weißenburg in Bayern. Da lì egli ispezionò i lavori della Fossa Carolina, il canale che doveva collegare il Rezat svevo con il fiume Altmühl. In riconoscimento dei meriti di Sola, Carlo gli donò le terre ove svolgeva la sua attività.
Nel suo testamento Sola lasciò in eredità tutte le sue proprietà all'Abbazia di Fulda, fra le quali quelle donategli da Carlo Magno. Venne sepolto nel muro settentrionale esterno della sua chiesa.

## Culto
Nell'833 Gundram, cappellano di corte di Ludovico il Pio e nipote dell'abate di Fulda e futuro arcivescovo Magonza, Rabano Mauro, giunse a Solnhofen per curare i beni del re e adempiere ai compiti della neo istituita prevostura benedettina di Solnhofen. Il suo culto per Sola lo spinse, con il consenso del vescovo di Eichstätt, a riesumare le spoglie di Sola per inumarle nuovamente nella navata laterale settentrionale della basilica. Questo atto costituì la canonizzazione di San Sola, che portò alla stesura di una descrizione della vita di Sola, la Vita Suaolonis, che fu scritta fra l'836 e l'842 da Ermanrico di Ellwangen, ove fra l'altro sono tramandati miracoli, come la guarigione di ciechi, sordomuti e storpi nel segno della croce.

### Miracoli

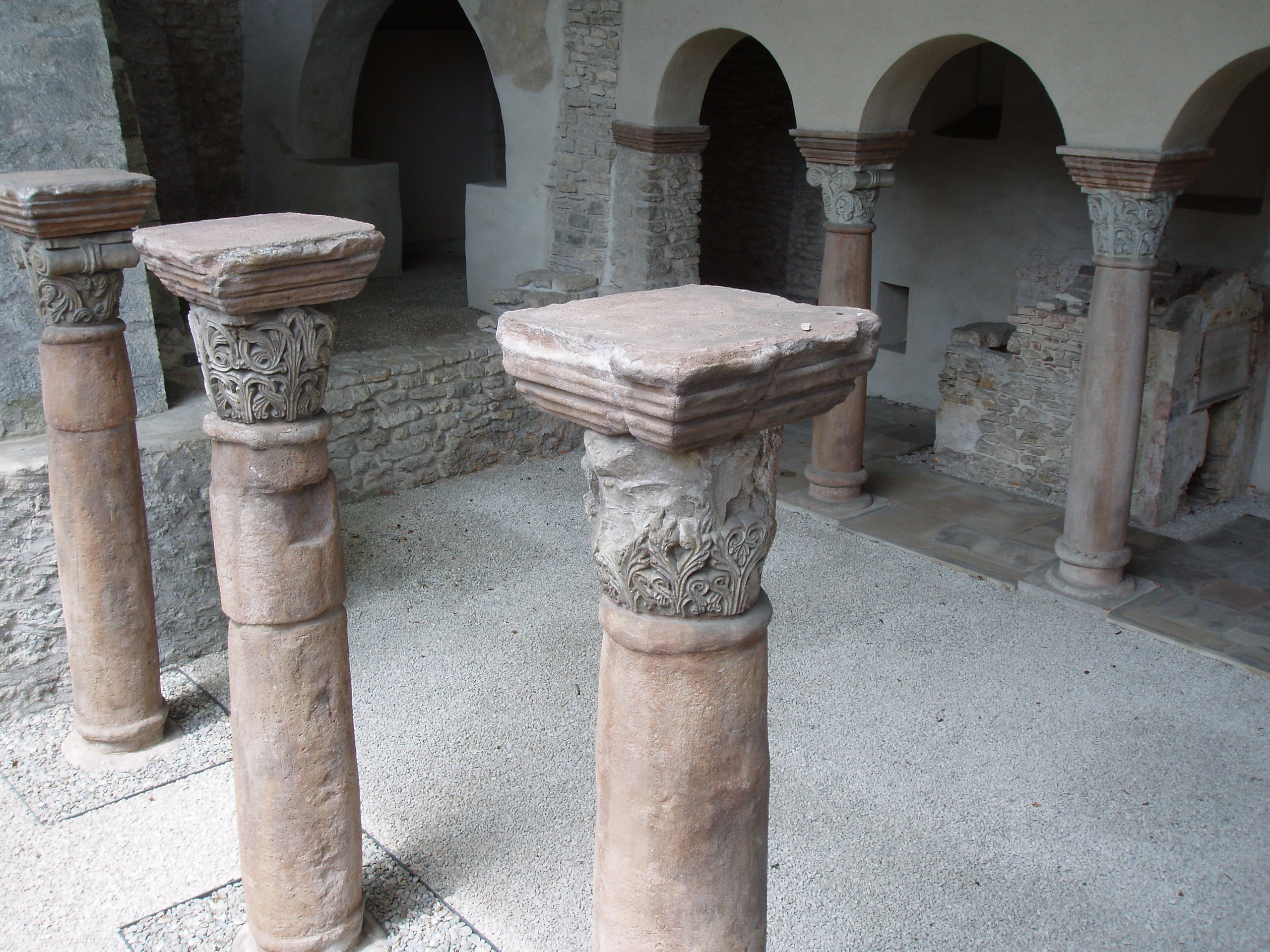
La tomba di san Sola nella navata laterale settentrionale della Basilica di Solnhofen con la tomba del santo.

Una volta san Sola giunse a Schernfeld da Solnhofen. Questa faticosa marcia gli procurò una gran sete e quando scorse una giovane donna con una brocca d'acqua, gliene chiese un sorso. Questa però era troppo avara per concedere anche un solo sorso (si deve sapere, che la maggior parte delle località dell'alta valle dell'Altmühl non avevano fontane, salvo poche eccezioni, e che l'acqua doveva essere portata nella valle con molta fatica). Il santo maledisse la donna e in quel momento la brocca cadde in terra e non ne rimase che un mucchietto di cocci, nel dialetto locale Scheam: perciò la località prese il nome di Scheamfeld e solo i documenti ufficiali rinunciano a scrivere tale denominazione.
Così san Sola proseguì fino a che giunse in un villaggio chiamato Eberswang. Anche qui egli incontrò una donna, alla quale chiese acqua e da costei ne ottenne un po'. Dopo che egli e il suo asino si furono dissetati, egli ringraziò la donna e batté il suo bastone sul terreno: immediatamente sgorgò una fonte. Il santo spiegò che ogni volta che avesse avuto sete, avrebbe dovuto poter bere in quel luogo, ma appena egli si azzardava a bere a quella fonte, questa si doveva esaurire. 
Solo con un pellegrinaggio alla chiesa del Salvatore a Bettbrunn, l'acqua sgorgò nuovamente.
Sulla piazza della chiesa di Eberswang si può trovare una fontana, che butta sempre acqua.